# Cratere Hind
Hind è un cratere lunare di 28,5 km situato nella parte sud-orientale della faccia visibile della Luna.
Il cratere è dedicato all'astronomo britannico John Russell Hind.

## Crateri correlati
Alcuni crateri minori situati in prossimità di Hind sono convenzionalmente identificati, sulle mappe lunari, attraverso una lettera associata al nome.
| Hind | Coordinate          | Diametro (in km) |
| ---- | ------------------- | ---------------- |
| C    | 8°42′36″S 7°26′24″E | 6,75             |